# Арабелла Стентон
Арабелла Стентон (англ. Arabella Stanton, нар. 11 квітня 2014) — британська акторка і співачка. Зіграє роль Герміони Грейнджер в серіалі «Гаррі Поттер» від HBO.

## Біографія та кар'єра
Живе в Лондоні. Співає, грає в театрі й танцює. У вільний час грає в хокей, катається на лижах, їздить верхи та грає на кларнеті.
У 2023—2024 роках років знімалася в головній ролі в мюзиклі «Матильда» (2023—2024) на Вест-Енді. З липня 2024 до лютого 2025 року брала участь у постановці Ендрю Ллойда Веббера «Зоряний експрес», де зіграла оповідачку.
27 травня 2025 року HBO оголосила трьох головних героїв телесеріалу про «Гаррі Поттера» — ними стали Арабелла Стентон (Герміона Грейнджер), Домінік Маклафлін (Гаррі Поттер) і Аластер Стаут (Рон Візлі). Тріо відібрали з понад 30 000 акторів, які проходили прослуховування на кастингу. Після оголошення кастингу шоуранерка та виконавча продюсерка Франческа Гардінер і виконавчий продюсер та режисер кількох епізодів Марк Майлод у спільній заяві зазначили: «Після надзвичайного кастингу … ми раді оголосити, що знайшли наших Гаррі, Герміону та Рона. Талант цих трьох унікальних акторів — це справжнє диво, і ми не можемо дочекатися, поки весь світ побачить їхню магію разом на екрані».

## Фільмографія
| Рік  |   | Українська назва | Оригінальна назва | Роль               |
| ---- | - | ---------------- | ----------------- | ------------------ |
| 2027 | с | Гаррі Поттер     | Harry Potter      | Герміона Грейнджер |